# Sistema de notación musical latino
El sistema de notación musical latino es el sistema utilizado en América (excepto Estados Unidos), España, Francia, Italia y Portugal para nombrar las notas musicales mediante las sílabas do, re, mi, fa, sol, la y si.

## Historia

Melodía del himno a San Juan.

El origen del nombre de las notas del sistema latino se encuentra en el Himno a San Juan Bautista escrito por el historiador lombardo Pablo el Diácono en el siglo VIII. De las primeras sílabas de los versos de este himno se toma el nombre las notas musicales de la notación latina moderna, hecho realizado por Guido de Arezzo en el siglo XI. Siglos más tarde, Anselmo de Flandes introdujo el nombre «si» para la nota faltante, combinando las iniciales de «Sancte Ioannes».
Posteriormente, en el siglo XVII, el musicólogo italiano Giovanni Battista Doni sustituyó la nota «ut» por «do», pues esta sílaba facilitaba el solfeo por terminar en vocal. Constató que era difícil solfear con la nota «ut» ya que terminaba en una consonante sorda, y tuvo la idea de reemplazarla por la primera sílaba de su propio apellido («do»). Otra teoría afirma que quizá provenga del término dominus, que significa ‘señor’ en latín. En Francia todavía se sigue usando ut para los términos técnicos o teóricos (por ejemplo trompette en ut o clé d'ut).
| Nota                  | Texto original en latín                                                                                | Traducción |
| --------------------- | --- | --- |
| ut re mi fa sol la si | Ut queant laxis Resonare fibris Mira gestorum Famuli tuorum Solve polluti Labii reatum Sancte Ioannes. | Para que puedan exaltar a pleno pulmón las maravillas estos siervos tuyos perdona la falta de nuestros labios impuros San Juan. |